# GRB2
GRB2 (англ. Growth factor receptor bound protein 2) – білок, який кодується однойменним геном, розташованим у людей на короткому плечі 17-ї хромосоми. Довжина поліпептидного ланцюга білка становить 217 амінокислот, а молекулярна маса — 25 206.
| 10         |  | 20         |  | 30         |  | 40         |  | 50         |
| ---------- |  | ---------- |  | ---------- |  | ---------- |  | ---------- |
| MEAIAKYDFK |  | ATADDELSFK |  | RGDILKVLNE |  | ECDQNWYKAE |  | LNGKDGFIPK |
| NYIEMKPHPW |  | FFGKIPRAKA |  | EEMLSKQRHD |  | GAFLIRESES |  | APGDFSLSVK |
| FGNDVQHFKV |  | LRDGAGKYFL |  | WVVKFNSLNE |  | LVDYHRSTSV |  | SRNQQIFLRD |
| IEQVPQQPTY |  | VQALFDFDPQ |  | EDGELGFRRG |  | DFIHVMDNSD |  | PNWWKGACHG |
| QTGMFPRNYV |  | TPVNRNV    |  |            |  |            |  |            |

A: Аланін

C: Цистеїн

D: Аспарагінова кислота

E: Глутамінова кислота

F: Фенілаланін

G: Гліцин

H: Гістидин

I: Ізолейцин

K: Лізин

L: Лейцин

M: Метіонін

N: Аспарагін

P: Пролін

Q: Глутамін

R: Аргінін

S: Серин

T: Треонін

V: Валін

W: Триптофан

Кодований геном білок за функцією належить до фосфопротеїнів. 
Задіяний у таких біологічних процесах, як взаємодія хазяїн-вірус, ацетилювання, альтернативний сплайсинг. 
Локалізований у цитоплазмі, ядрі, апараті гольджі, ендосомах.